# Arthur Harden
Arthur Harden (12.10.1865 – 17.6.1940) là một nhà hóa sinh người Anh. Ông đã cùng đoạt giải Nobel Hóa học năm 1929 chung với Hans von Euler-Chelpin cho công trình nghiên cứu của họ về việc lên men đường và các enzymes lên men.

## Tiểu sử

### Thời niên thiếu
Harden sinh tại Manchester, là con của Albert Tyas Harden và Eliza Macalister. Ông học trường tư, rồi trường Tettenhall College, Staffordshire, sau đó vào học ở Owens College trong Đại học Manchester năm 1882 và tốt nghiệp năm 1885.

### Nghiên cứu
Năm 1886 Harden được thưởng Học bổng Dalton về Hóa học (Dalton Scholarship in Chemistry) và làm việc một năm với Otto Fischer ở Erlangen (Đức). Ông trở lại Manchester làm giảng viên kiêm trợ lý phòng thí nghiệm cho tới năm 1897 khi ông được bổ nhiệm làm nhà hóa học tại "Viện Y học phòng bệnh Anh" (British Institute of Preventive Medicine) mới được thành lập, viện này sau đó trở thành "Viện Lister". Năm 1907 ông được bổ nhiệm làm trưởng Ban Hóa sinh, chức vụ mà ông giữ cho tới khi nghỉ hưu năm 1930 (tuy nhiên ông vẫn tiếp tục nghiên cứu khoa học tại Viện này sau khi đã nghỉ hưu).
Tại Manchester, Harden đã nghiên cứu tác động của ánh sáng trên các hỗn hợp của dioxide cacbon và clo, và ông áp dụng các phương pháp nghiên cứu các hiện tượng sinh học như tác động hóa học của vi khuẩn và sự lên men cồn. Ông nghiên cứu việc phân nhỏ các sản phẩm glucose và hóa học của tế bào nấm men, rồi viết một loạt bài về các vitamin chống scorbut (antiscorbutic) và chống viêm dây thần kinh (antineuritic).

### Đời tư
Ông kết hôn, nhưng không có con. Vợ ông từ trần năm 1928. Ông từ trần tại nhà ở Bourne End, Buckinghamshire ngày 17.6.1940.

## Vinh dự
Harden được phong tước hầu năm 1926, hội viên Royal Society, và huy chương Davy năm 1935 cùng nhiều bằng tiến sĩ danh dự của nhiều trường đại học.